# NGC 5118
NGC 5118 este o radiogalaxie situată în constelația Fecioara. A fost descoperită în 12 mai 1793 de către William Herschel. Se află la o distanță de 99,06 de megaparseci de Pământ.